# Радуга (платформа)
Радуга — остановочный пункт на Рязанском направлении Московской железной дороги в Воскресенском районе Московской области. Назван по дачному посёлку «Радуга», находящемуся рядом с платформой.
Является первым остановочным пунктом от Москвы на Рязанском направлении, относящимся к Московско-Рязанскому региону, предыдущая станция Бронницы вместе со всей линией от Москвы-Пасс.-Казанской относится к Московско-Курскому региону. Билетная касса располагается только на платформе № 2 к поездам на Москву.
Ближайшие населённые пункты — деревня Ивановка и деревня Цибино Воскресенского района. Также садовые товарищества Сосновка, Радуга, Сосновка 2, ЦИТО, Октябрь, Родник, Цибино-2 , Поляна.